# برج گدیمیناس
برج گدیمیناس (لیتوانیایی: Gedimino pilies bokštas) بخش باقی‌مانده از دژ بالایی، بر فراز تپه گدیمیناس در ویلنیوس، لیتوانی است. این برج یک سکوی بازدید است که منظره‌هایی دیدنی از شهر قدیمی ویلنیوس و ناحیه مرکزی تجاری ویلنیوس را به نمایش می‌گذارد.

## تاریخچه
نخستین استحکامات چوبی در این مکان توسط گدیمیناس، دوک بزرگ لیتوانی (ح. 1275-۱۳۴۱) ساخته شد. نخستین دژ آجری نیز به دست دوک بزرگ ویتائوتاس در سال ۱۴۰۹ تکمیل شد. برج سه‌طبقه‌ای در سال ۱۹۳۳ توسط یان بوروسکی، معمار لهستانی بازسازی شد. طبق پژوهش‌های باستان‌شناختی، برخی از بازمانده‌های دژ کهن بازسازی شده‌اند.
برج گدیمیناس نمادی دولتی و تاریخی مهم از شهر ویلنیوس و خود لیتوانی است. بر روی ارز ملی پیشین لیتوانی، لیتاس، این برج نشان داده شده بود و همچنین در ترانه‌های فولک و میهن‌پرستانهٔ سرشماری به آن اشاره شده است. در ۷ اکتبر ۱۹۸۸، در طول بازگردانی استقلال لیتوانی، پرچم لیتوانی بر فراز برج افراشته شد.

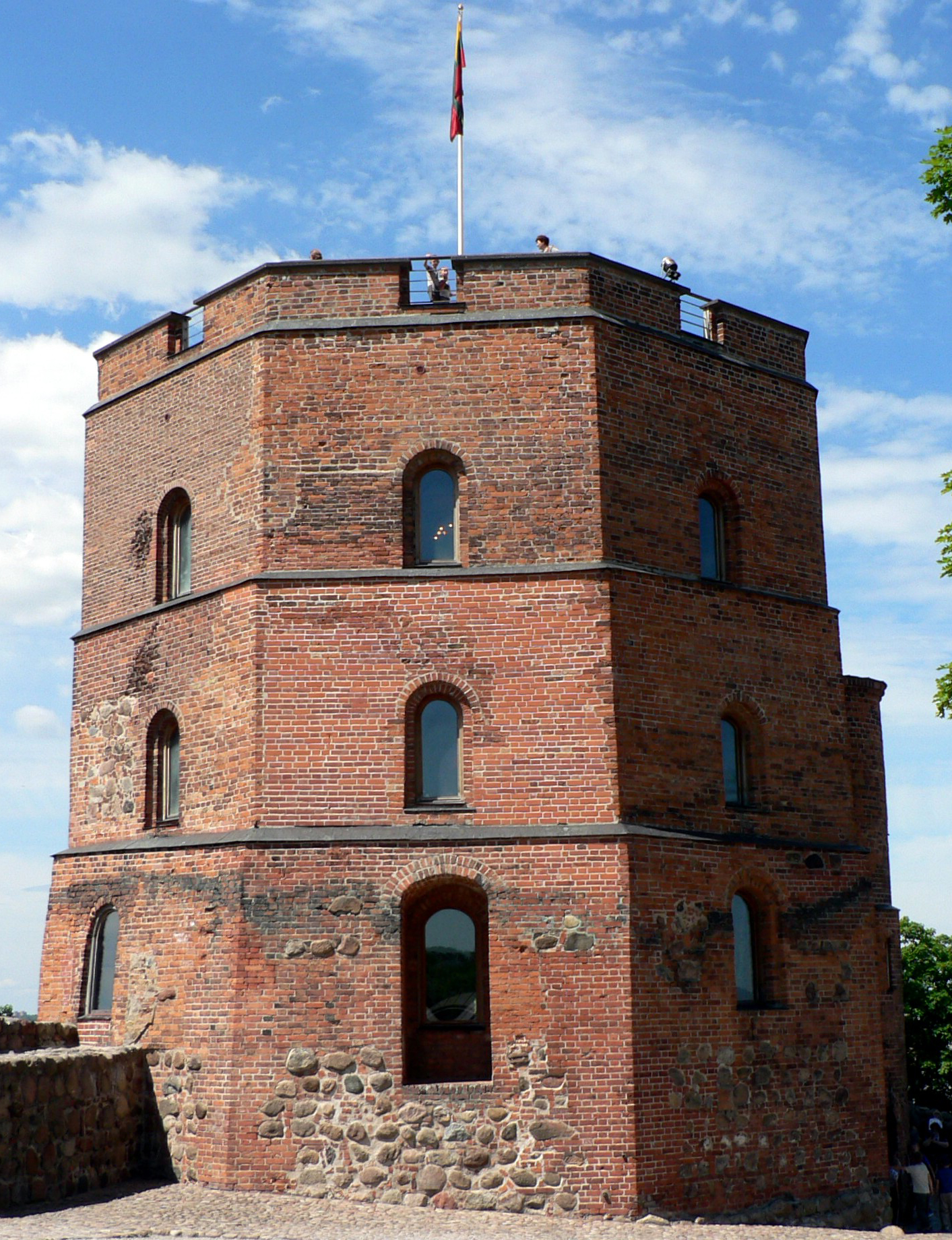
برج گدیمیناس